# エバンズ公共政策大学院
ワシントン大学エバンズ公共政策大学院(Daniel J. Evans School of Public Policy and Governance, 通称Evans School)は、ワシントン州シアトルにあるワシントン大学 (ワシントン州)の専門職大学院の一つである。公立大学としては全米初の公共政策大学院。
2012年にU.S. News & World Reportが発表した全米公共政策大学院ランキングにおいては、全体では266校中、カーネギーメロン大学やカンザス大学と並び9位。政策分野ごとの評価では、非営利組織マネジメント分野で3位、環境政策分野で6位、公共経営管理分野で11位、公共政策分析分野で13位にランクされた。

## 歴史
Evans Schoolは公立大学としては全米初の公共政策大学院として1962年に創設された。創設以降はGraduate School of Public Affairsとして知られていたが、ワシントン州知事や連邦上院議員を歴任したDaniel J. Evansにちなみ、2000年に名称を変更し、Daniel J. Evans School of Public Affairsとなった。その後、2015年には現在の名称に変更している。

## 教育・カリキュラム

### 学位プログラム
Evans Schoolは3つの学位を提供している:
- Master of Public Administration(MPA,行政学修士プログラム):Evans Schoolの歴史において最も長くオファーされてきたプログラムであり、広範囲にわたる分野からなるカリキュラムを重視している。MPAプログラムはパートタイムとフルタイムがあり、シアトルに拠点を置く地元企業に勤める人でも無理なく学位を取得することができる。MPAの学生は1年目は基本的に必修科目を履修し、2年目に下記の専攻(Concentration)から1つ以上を選択し、学位取得を目指すこととなる。履修できる科目に関しては柔軟性があり、医療分野は公衆衛生大学院、外交分野はジャクソン国際関係論大学院という様にEvans School以外の大学院の授業を履修することもできる。専門分野は下記参照。
- Executive Master of Public Administration(行政学上級修士,MPA):最低7年以上の職務経験のある上級管理者を対象に創設されたプログラムである。
- Ph.D. in Public Policy and Management(行政学博士):アカデミアや公的・非営利団体の研究者を志す人向けの博士課程である。

専門分野
- Environment and Natural Resource Management
- Policy Analysis and Evaluation
- Leadership, Management, and Decision-Making
- Nonprofit Management and Philanthropy
- International Development
- Metropolitan and Regional Policy
- Social Policy: Poverty, Education, and Social Welfare
- Science and Technology Policy
- Public and Financial Management (この分野は2011年2月時点での暫定)

### 認証・認定プログラム(Certificate Program)
Evans Schoolの学生は以下の認証・認定プログラムも履修することが可能である。認証・認定プログラムとは学位とは異なり、必須科目を全て履修すると修了証書が授与される:
- Certificate Program in International Development Policy & Management
- Certificate Program in Environmental Management
- Certificate Program in Nonprofit Management

### 同時取得可能学位(Concurrent degrees)
Evans Schoolはワシントン大学 (ワシントン州)システム内においてEvansの学位と同時に取得することが可能なプログラムを5つオファーしている:
- ワシントン大学 (ワシントン州)College of Architecture and Urban Planning
- ワシントン大学 (ワシントン州)ジャクソン国際関係論大学院 (en:University of Washington Henry M. Jackson School of International Studies)
- ワシントン大学 (ワシントン州)公衆衛生大学院(en:University of Washington School of Public Health)
- ワシントン大学 (ワシントン州)College of Forest Resources
- ワシントン大学 (ワシントン州)法科大学院(en:University of Washington School of Law)

仮にMPAと並行してジャクソン国際関係論大学院の国際関係学修士を取得する場合、両学位を3年で修了することができる。

### 管理者教育プログラム
Evans Schoolは7~10年以上の職務経験のある上級管理者を対象に管理者教育(Executive MPA)プログラムもオファーしている。この管理者教育プログラムは20年以上に渡りオファーされており、45単位を約15ヶ月かけて履修する。

## 研究

### リサーチセンター
教授陣個々の研究活動に加え、Evans Schoolは9つの政策関連リサーチセンターを持っている。
- Benefit-Cost Analysis Center
- Consortium on Collaborative Governance
- Community Vitality Project
- Human Services Policy Center
- Marc Lindenberg Center
- Nancy Bell Evans Center on Nonprofits & Philanthropy
- Policy Analysis and Research Group (EPAR)
- West Coast Poverty Center
- William D. Ruckelshaus Center

### Electronic Hallway
世界各国の公共政策・行政大学院で使われるケーススタディ教材のデータベースである。Evans School准教授のJonathan Brockらによって始められた。

## 大学院長等
- Sandra O. Archibald, Dean
- Alison Cullen, Associate Dean for Academic Affairs
- Ann Bostrom, Associate Dean for Research
- Linda Lake, Assistant Dean for Finance and Administration
- Jason Smith, Assistant Dean for Student Affairs

## 著名な卒業生
- Peter W. Chiarelli, 陸軍大将
- Norman B. Rice, シアトル市長(1990–1997)

## 認証評価・適格性認定
Evans SchoolのMPAプログラムは全米公共政策大学院協会(National Association of Schools of Public Affairs and Administration: NASPAA)によって認定されたプログラムである。

## 参照
1. ↑  http://grad-schools.usnews.rankingsandreviews.com/best-graduate-schools/top-public-affairs-schools